# Tetraria usambarensis
Tetraria usambarensis là loài thực vật có hoa trong họ Cói. Loài này được K.Schum. miêu tả khoa học đầu tiên năm 1895.